# Casiodoro de Reina

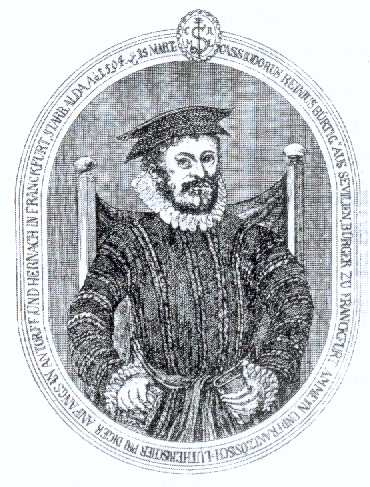
Casiodoro de Reina

Casiodoro de Reina (Montemolín, 1520 - Frankfurt am Main, 15 maart 1594) was een Spaanse Bijbelvertaler. Hij vervulde een sleutelrol in de vertaling van de eerste editie van de Reina-Valera. Reina was een protestantse theoloog. Hij was monnik in het klooster van de Hiëronymieten te Santiponce.

## Leven
Reina hield zich al jong bezig met het bestuderen van de Bijbel. Hij was monnik in het klooster van de Hiëronymieten te Santiponce. In 1557 kwam hij in contact met het lutheranisme en werd hij een aanhanger van de reformatie. Om die reden vluchtte hij met ongeveer een dozijn andere monniken naar Genève. Hij voelde zich echter niet thuis binnen de rigide doctrine van Johannes Calvijn, dat hij aanduidde als 'een nieuw Rome'. In 1558 verliet hij de stad weer. In 1559 reisde hij naar Londen, waar hij optrad als pastor voor Spaanse protestantse vluchtelingen. Ondertussen probeerde koning Filips II van Spanje hem uitgeleverd te krijgen. In april 1562 verbrandde de inquisitie te Sevilla ritueel een afbeelding van Reina. Hij werd tot ketter verklaard en zijn boeken werden op de lijst van verboden boeken geplaatst, evenals die van zijn collega's. Rond 1563 reisde hij naar Antwerpen, waar hij zich verenigde met de auteurs van de Biblia Polyglotta. In april 1564 trok hij naar Frankfurt, waar hij zich vestigde met zijn gezin. Reina schreef als eerste een bekend geworden boek tegen de inquisitie: 'Sanctae Inquisitionis hispanicae artes aliquot detectae', vertaald: 'Enige kunsten van de Spaanse Heilige Inquisitie'. In 1567 verscheen dit boek in Heidelberg, onder het pseudoniem Reginaldus Gonsavius montanus. Hij vertaalde heimelijk het boek 'De haereticis, an sint persequendi', vertaald: 'Over de ketters, of deze vervolgd moeten worden', van de hand van Sebastian Castellio, een bekende criticus van Calvijn. Op 16 augustus 1571 verwierf Reina het burgerschap van Frankfurt. Hij handelde op dat moment in zijde om zijn gezin te onderhouden. Beetje bij beetje werd hij een echte lutheraan. Rond 1580 publiceerde hij een catechismus naar voorbeeld van die van Luther. Hij bleef in Frankfurt wonen tot zijn dood in 1594.

## Bijbelvertaling
In zijn ballingschap, die hij doorbracht in Londen, Antwerpen, Frankfurt, Orléans en Bergerac, begon Reina te werken aan een Spaanstalige Bijbelvertaling. Hiervoor gebruikt hij diverse bronnen. Als grondtekst gebruikte hij de Masoretische Tekst voor het Oude Testament en de Textus Receptus voor het nieuwe testament. Daarnaast maakte hij gebruik van vertalingen in verschillende talen. Voor het Oude Testament ging dat met name om de Ferrara Bijbel, een vertaling in het Ladino. De vertaling was een gemeenschapsproject, waarbij diverse vertalers betrokken waren, met Reina als voorman.
- Biblioteca Nacional de España: XX992293
- Bibliothèque nationale de France: cb120034039 (data)
- Catàleg d'autoritats de noms i títols de Catalunya: 981058601438206706
- Gemeinsame Normdatei: 118744135
- International Standard Name Identifier: 0000 0001 0799 2768
- Library of Congress Control Number: n50054672
- Nationale Bibliotheek van Tsjechië: jn20011024023
- Nationale Bibliotheek van Israël: 987007266933805171
- Nederlandse Thesaurus van Auteursnamen: 071069151
- SNAC: w6z919q4
- Système universitaire de documentation: 028140346
- Virtual International Authority File: 39387350
- WorldCat: E39PBJf8wBvYWKyq67kkWCDjG3